# دانوروبیسین
دانوروبیسین (به انگلیسی: Daunorubicin)
رده درمانی:داروهای درمان نئوپلاسم .
اشکال دارویی: آمپول

## موارد مصرف
کاربرد اصلی این دارو شیمی درمانی سرطان های مختلف مانند لوسمی میلوژنی(مانند AML)، لوسمی حاد غیرلنفوسیتی، سارکوم یوئینگ، تومور ویلمز ،‌نوروبلاستوما، لنفوم‌های غیر هوچکینی و رابدومیوسارکوم است .

## عملکرد
دانوروبیسین یک آنتی بیوتیک مؤثر در درمان سرطان از گروه آنتراسیکلینها میباشد. با اتصال به DNA باعث کاهش نسخه‌برداری از DNA می‌شود و سبب جداشدن زنجیره‌های آن می‌شود. به‌طور اختصاصی در مرحله S تقسیم سلولی اثرمی‌کند .

## عوارض جانبی
اصولاً داروهای شیمی درمانی پرعارضه اند .
خونی: ترومبوسیتوپنی، لکوپنی، آنمی.
گوارشی: تهوع، استفراغ، بی‌اشتهائی، التهاب مخاطی و مسمومیت کبدی.
دستگاه ادراری تناسلی: ناتوانی جنسی، عقیمی، آمنوره، ژنیکوماستی، افزایش اسیداوریک خون.
پوست: نشت مایعات، درماتیت، آلوپسی برگشت‌پذیر، سلولیت و ترومبوفلبیت در محل تزریق دارو.
قلبی عروقی: آریتمیها، نارسائی احتقانی قلب، پریکاردیت، میوکاردیت و ادم محیطی.
دیگر موارد: تب و لرز.